# Piotr Bonifacy Żukowski
Piotr Bonifacy Żukowski OFMConv (ur. 13 stycznia 1913 w osadzie Baran-Rapa, zm. 10 kwietnia 1942 w Auschwitz-Birkenau) – błogosławiony Kościoła rzymskokatolickiego, brat zakonny franciszkanin z Niepokalanowa.

## Życiorys

### Młodość
Piotr Żukowski był jednym z czworga dzieci Andrzeja i Albiny z domu Wańkiewicz. Naukę szkolną pobierał w Rudowsi, gdzie ukończył 4 klasy szkoły powszechnej. Przez następne kilka lat pozostawał w domu rodzinnym, pomagając rodzicom w pracach na roli.
W siedemnastym roku życia podjął decyzję o wstąpieniu do zakonu franciszkanów. 9 września 1930 przybył do Niepokalanowa, gdzie rozpoczął nowicjat zakonny (14 czerwca 1931). Po ukończeniu nowicjatu, 16 lipca 1932, złożył pierwsze śluby i przyjął zakonne imię Bonifacy. 2 sierpnia 1935 złożył śluby wieczyste.
Brat Bonifacy całe swe życie zakonne spędził w klasztorze w Niepokalanowie, angażując się w apostolstwo słowa drukowanego. Przełożeni powierzali mu różne odpowiedzialne funkcje w klasztornej drukarni, skąd na cały świat wysyłano miesięcznik „Rycerz Niepokalanej” i inne pisma. Należał ponadto do miejscowej drużyny Ochotniczej Straży Pożarnej.

### Obóz koncentracyjny
Po wybuchu II wojny światowej brat Bonifacy pozostał w klasztorze niepokalanowskim, chociaż miał możliwość wyjazdu i szukania bezpieczniejszego schronienia. Narażając własne życie, zabezpieczał sprzęt drukarski przed zagrabieniem bądź zniszczeniem. 14 października 1941 wraz z 5 współbraćmi został aresztowany przez Gestapo. Osadzony na Pawiaku, nie przestawał modlić się, podnosić na duchu innych więźniów, a także dzielił się z nimi żywnością, otrzymywaną w paczkach z Niepokalanowa.
Przewieziony do niemieckiego obozu koncentracyjnego Auschwitz-Birkenau, został tam zarejestrowany jako numer 25447. W obozie skierowano go do pracy przy transporcie materiałów budowlanych; pracował też przy rozbiórce zniszczonych budynków, kopaniu żwiru, nakrywaniu dachów i przebieraniu brukwi.
Kilkakrotnie ciężko pobity, starał się znosić swoje cierpienia w duchu wiary. Trudne warunki obozowe, głód i zimno spowodowały, że zachorował na zapalenie płuc. Po dwutygodniowym pobycie w szpitalu obozowym zmarł w dniu 10 kwietnia 1942.

## Beatyfikacja
Papież Jan Paweł II beatyfikował go w dniu 13 czerwca 1999 w gronie 108 błogosławionych męczenników za wiarę z czasów II wojny światowej.
Brat Bonifacy wspominany jest w dzienną pamiątkę śmierci oraz 12 czerwca w grupie 108 błogosławionych.